# Gyselle Silva
Gyselle de la Caridad Silva Franco est une joueuse cubaine de volley-ball née le 29 octobre 1991 à Santiago de Cuba. Elle joue au poste d'attaquante. 

## Palmarès

### Clubs
Championnat d'Azerbaïdjan:
- 2015

Supercoupe de Pologne:
- 2019

Coupe de Polonia:
- 2020

Championnat de Pologne:
- 2020

### Équipe nationale
Championnat d'Amérique du Nord:
- 2009, 2011

Montreux Volley Masters:
- 2010

Jeux Panaméricains:
- 2011

Coupe Panaméricaine:
- 2012

### Distinctions individuelles
- 2009: Meilleur serveuse Championnat du monde de féminin des moins de 20 ans
- 2011: Meilleur serveuse Jeux Panaméricains
- 2019: MVP Supercoupe de Pologne
- 2020: MVP Coupe de Polonia